# Thimo van Haaren
Thimo van Haaren (11 september 2007) is een Nederlandse zanger, model en (voice-over)acteur. Hij is bekend van zijn deelname aan verschillende musicals, televisieprogramma's en zijn werk als model.

## Carrière
Van Haaren begon zijn carrière in de entertainmentindustrie met deelname aan musicals. Zijn eerste grote productie was Ciske de Rat, die door heel Nederland toerde. Daarna volgden optredens in The Christmas Show in de Ziggo Dome, Elisabeth in Concert, Caro, Kinky Boots en The Sound of Music. Hij heeft ook deelgenomen aan televisieprogramma's zoals Benidorm Bastards & de Boefjes en The Viralfabriek op Nickelodeon.
Naast zijn werk in de entertainmentindustrie, heeft Van Haaren ook gewerkt als kindmodel. Hij heeft gemodelleerd voor merken als OppoSuits, Scapino, Schiesser, Omoda en Monta Junior van Edgar Davids.
In 2020 bereikte Van Haaren de finale van het Junior Songfestival als lid van de boyband T-Square. Ze hoopten een plek in de internationale finale te bemachtigen met het nummer Count on me.  In 2022 stopte de boyband. van Haaren ging solo verder en bracht in 2023 zijn eerste solonummer uit.
In het najaar van 2024 was hij te zien als kokspiet in de bioscoopfilm De Grote Sinterklaasfilm: Stampij in de bakkerij.